# Нірштайн
Нірштайн (нім. Nierstein) — місто в Німеччині, розташоване в землі Рейнланд-Пфальц. Входить до складу району Майнц-Бінген. Складова частина об'єднання громад Райн-Зельц.
Площа — 19,34 км2. Населення становить 8441 ос. (станом на 31 грудня 2020).

## Галерея

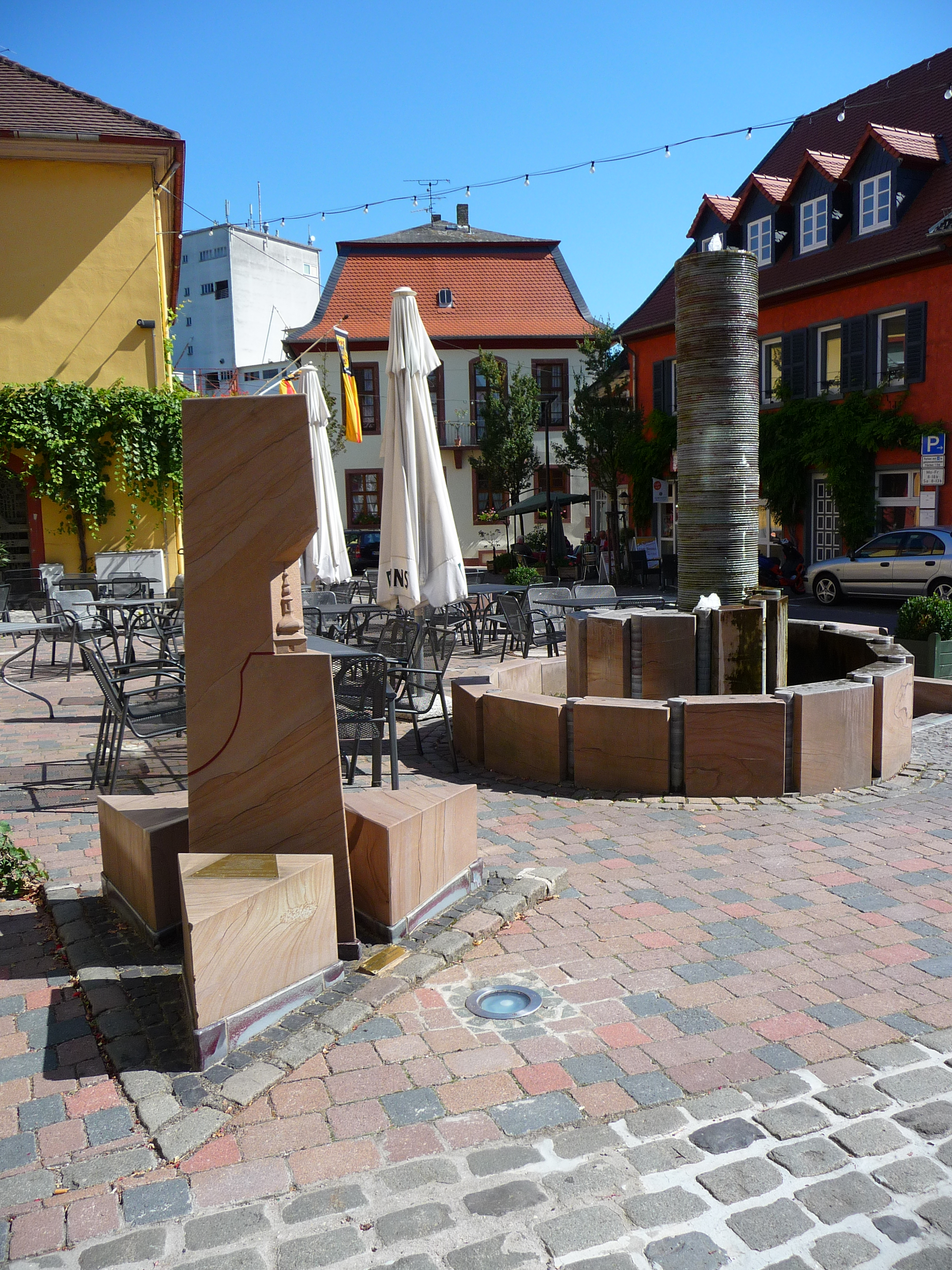
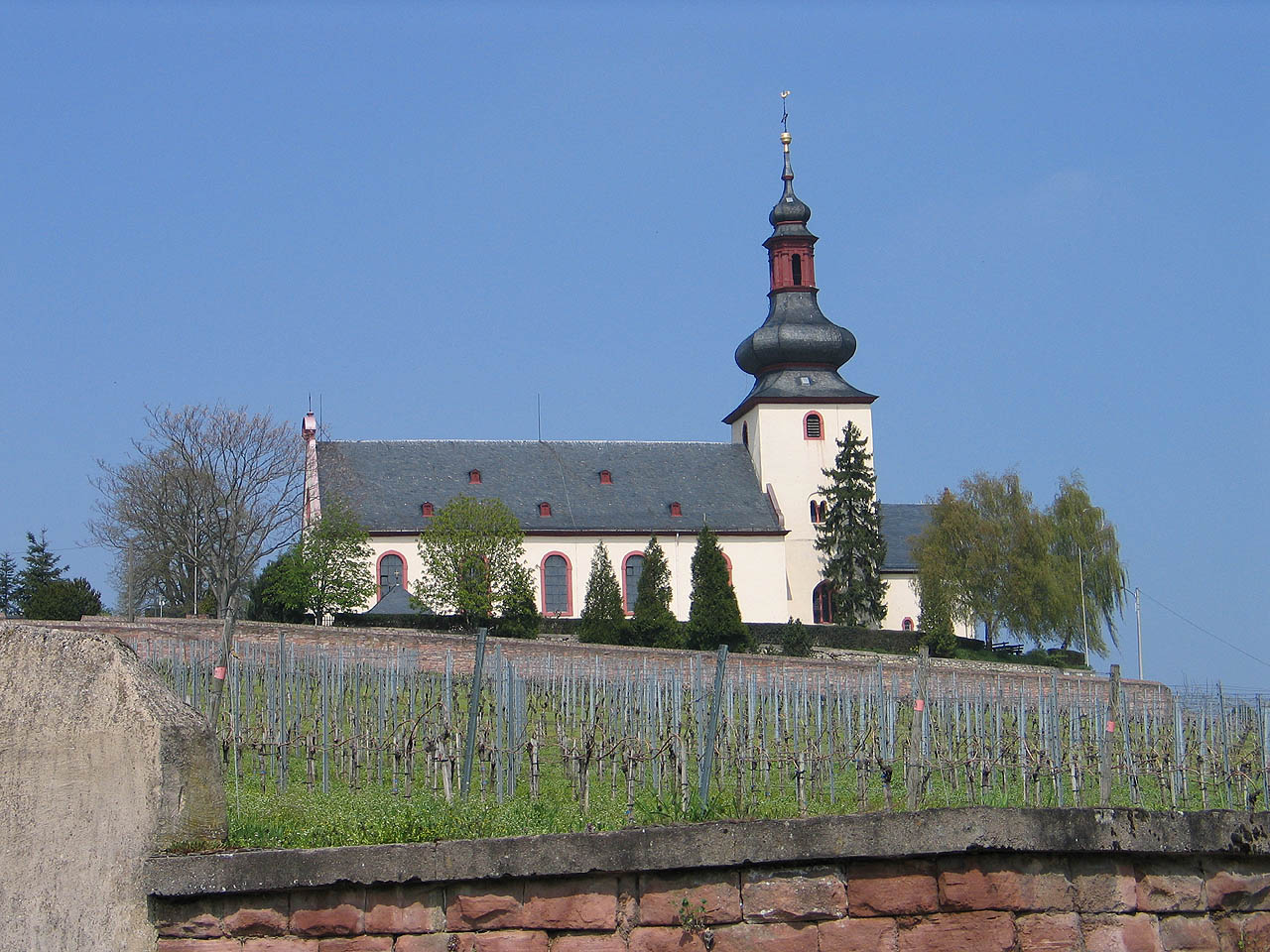
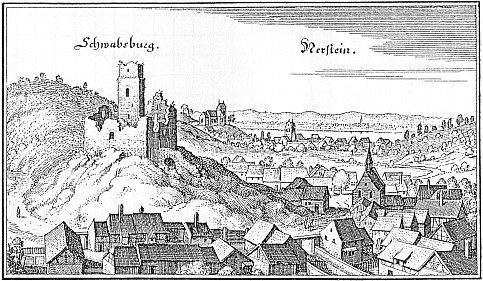
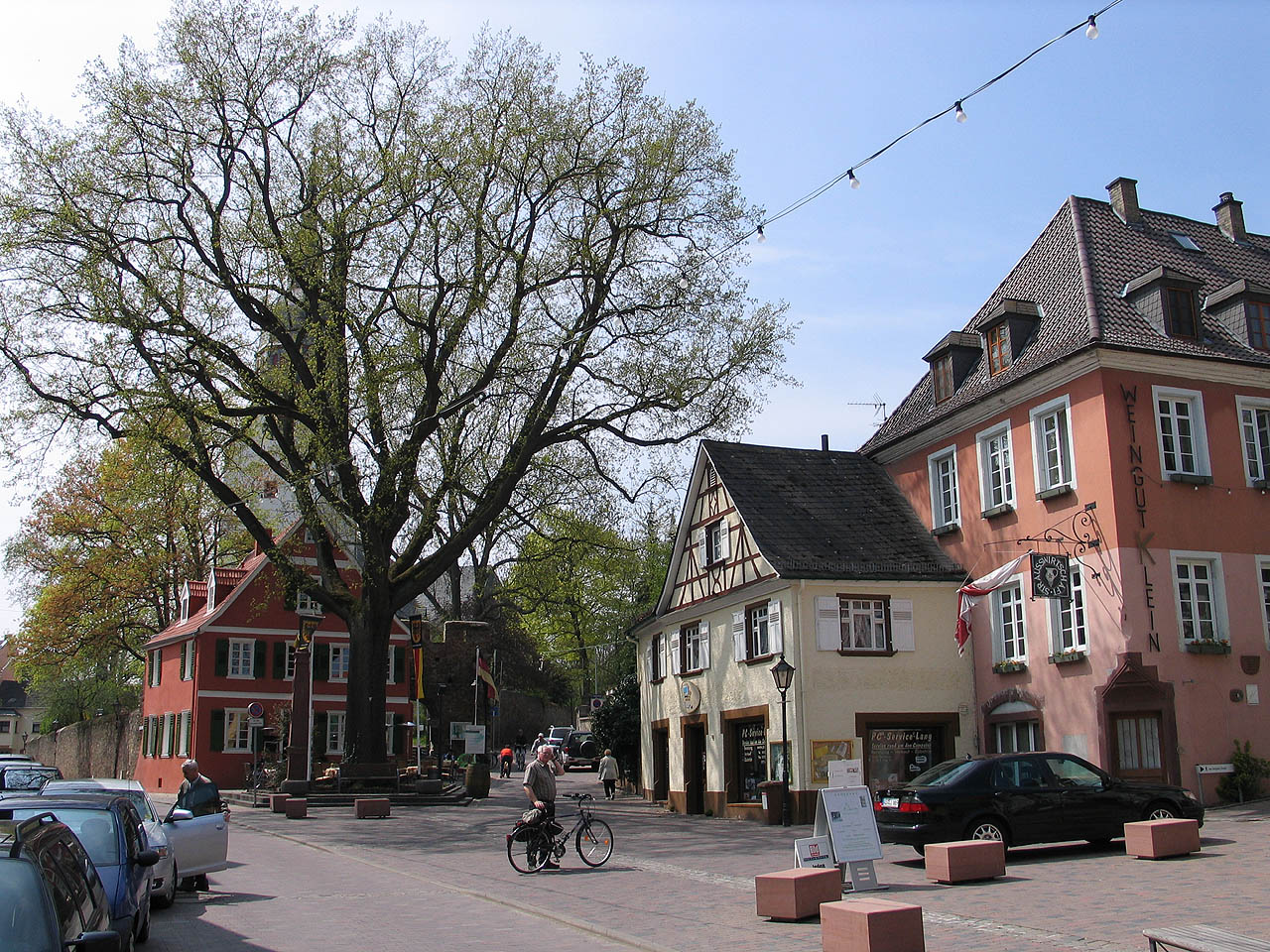
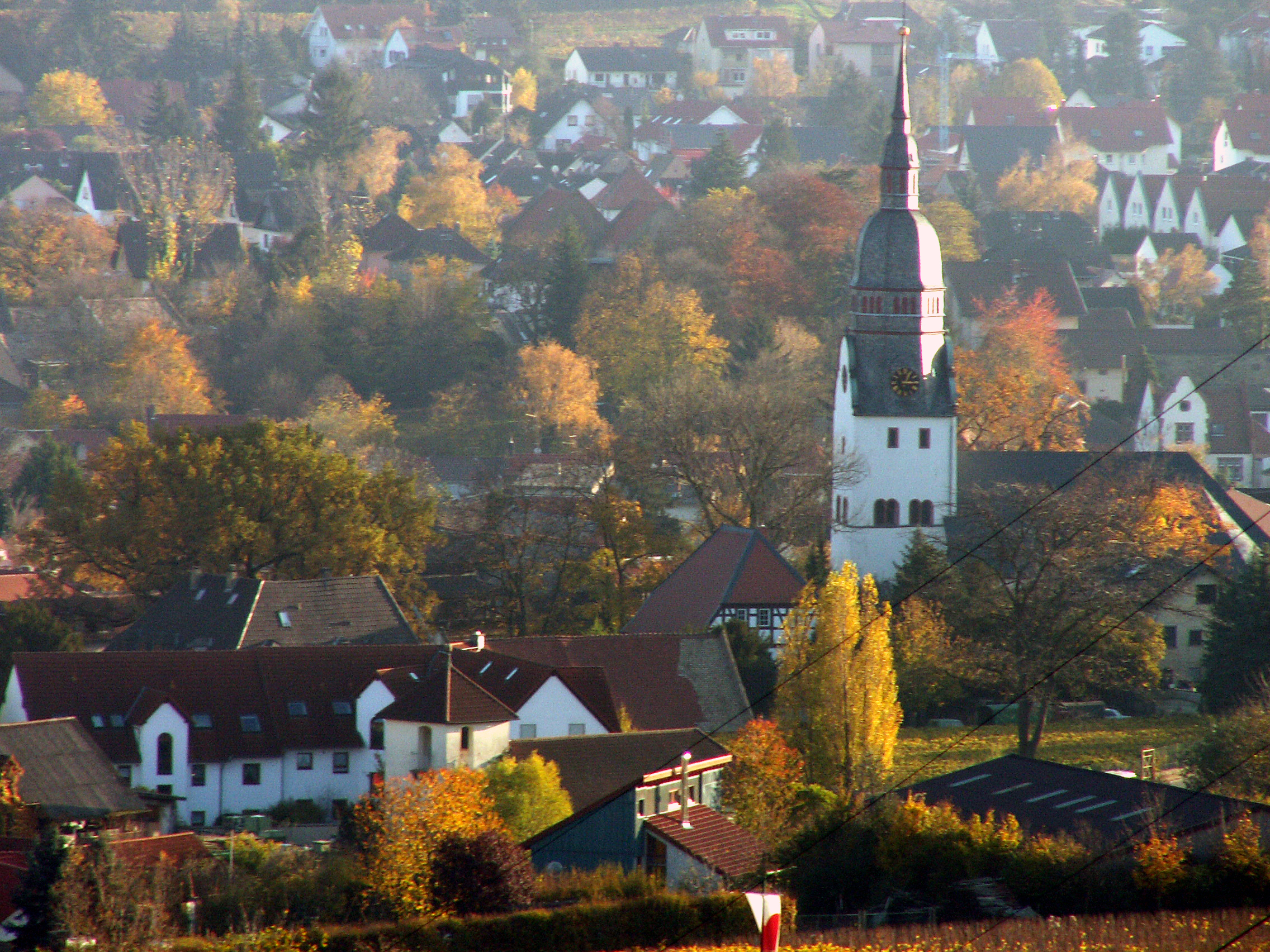
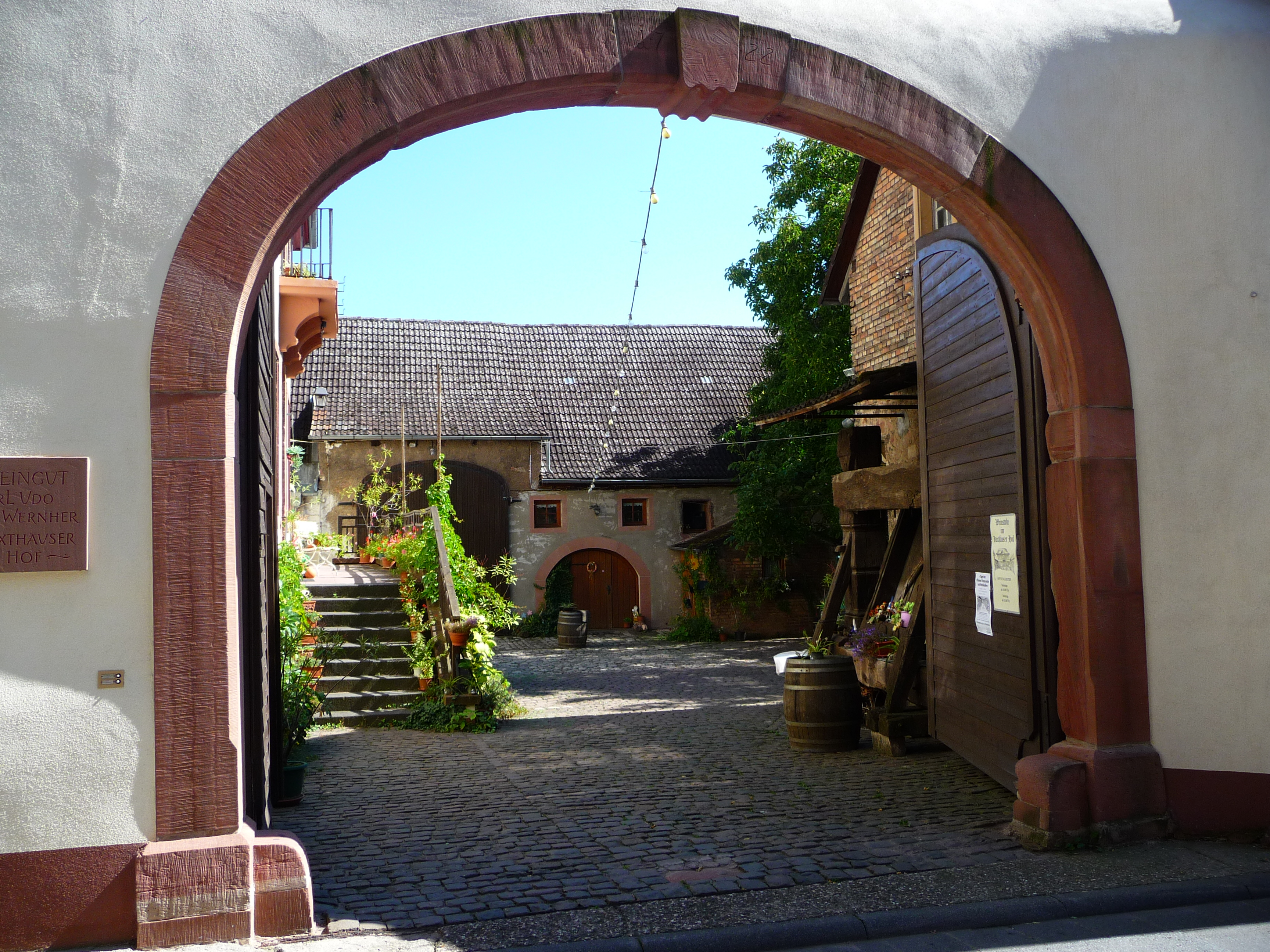